# Kolari kommun
För andra betydelser, se Kolari.

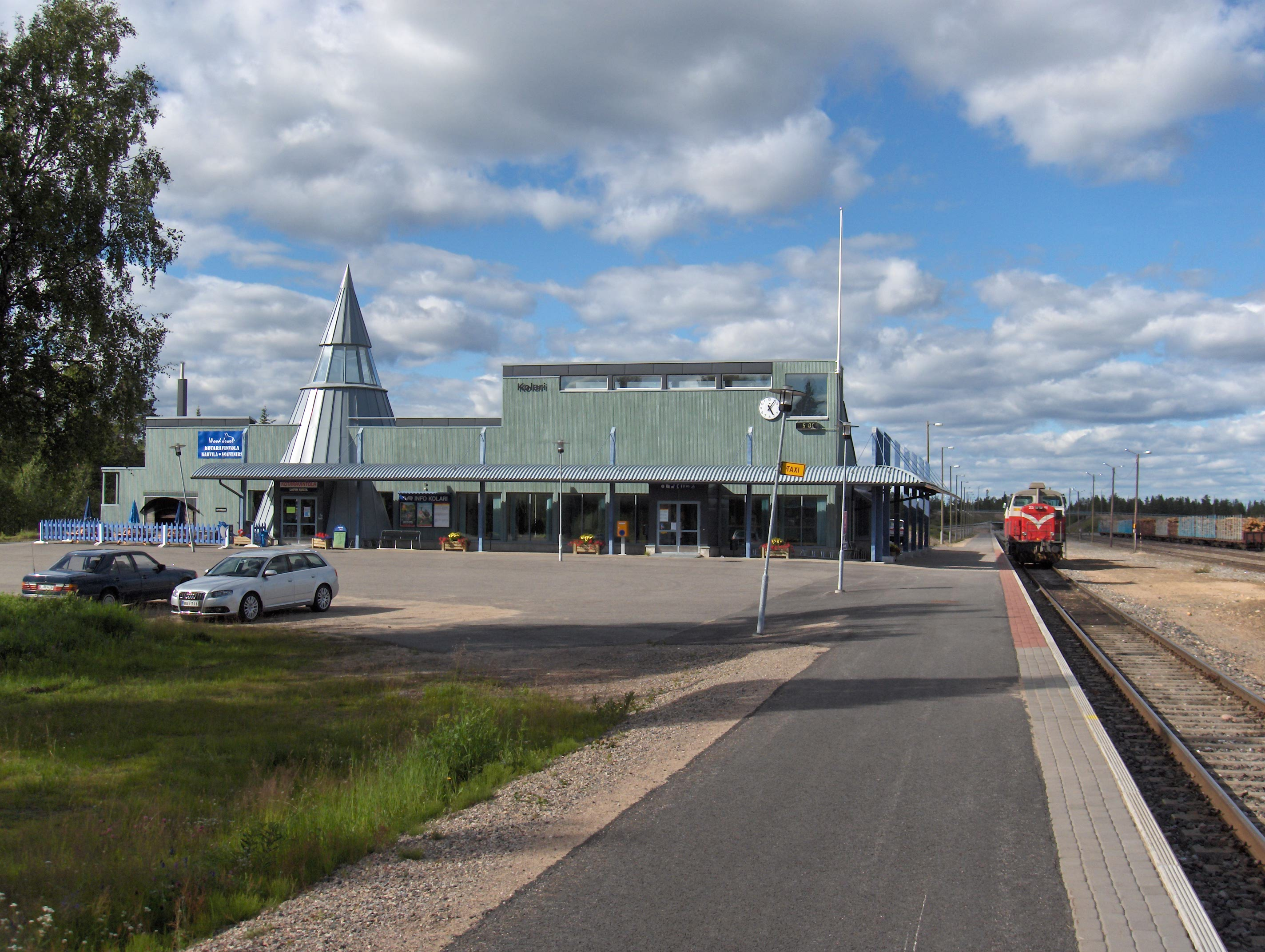
Järnvägsstationen strax norr Kolari kyrkby.

Kolari är en kommun i landskapet Lappland i Finland. Kommunen, som gränsar till Sverige (Norrbotten), har 3 989 invånare (2021) och en yta på 2 617,77 km². Kolari är en enspråkigt finsk kommun.
Kolari kyrkoby är centralorten i kommunen. I Kolari kommun ligger bland annat skidorten Ylläs.

## Historia
Centralorten, Kolari kyrkby och det intilliggande Kolarinsaari, grundades sannolikt 1580 av Per (Olsson) Kolari nämnd där från 1586. Kolari koloniserades sannolikt från byn Elämäjärvi i nuvarande Pihtipudas kommun i Mellersta Finland.
Kolari församling bildades 1812 som kapellförsamling under finska Övertorneå församling och blev självständig församling och eget pastorat 1894.

## Geografi

### Tätorter
Vid Statistikcentralens tätortsavgränsning den 31 december 2021 fanns tre tätorter inom Kolari kommuns område:
| Nr | Tätort         | Folkmängd |
| -- | -------------- | --------- |
| 1  | Kolari kyrkoby | 1 070     |
| 2  | Äkäslompolo    | 556       |
| 3  | Sieppijärvi    | 215       |

### Tvillingort
På den svenska sidan av Muonio älv, som utgör del av kommun- och riksgränsen mellan Sverige och Finland, ligger orten Kolari i Pajala kommun, Norrbottens län.

## Politik

### Mandatfördelning i Kolari kommun, valen 1976–2021
| 13 | 2 | 12 |

| 12 | 3 | 11 |  |

| 11 | 3 | 11 | 2 |

| 9 | 2 | 3 | 11 | 2 |

| 11 | 3 | 11 | 2 |

| 9 | 3 | 13 | 2 |

| 8 | 2 | 3 | 11 | 3 |

| 6 | 1 | 2 | 9 | 3 |

| 16 | 5 |

| 7 | 2 | 10 | 2 |

| 16 | 5 |

| 7 | 1 | 3 | 7 | 3 |

| 15 | 6 |

| 7 | 1 | 4 | 9 |

| 17 | 4 |

| 4 | 1 | 11 | 5 |

| 15 | 6 |

### Valresultat i kommunalvalet 2017
| Parti                 | Parti                             | Röstfördelning | Röstfördelning | Röstfördelning | Röstfördelning | Mandatfördelning | Mandatfördelning |
| Parti                 | Parti                             | Antal          | Andel %        | Antal +−       | Andel % +−     | Antal            | +−               |
| --------------------- | --------------------------------- | -------------- | -------------- | -------------- | -------------- | ---------------- | ---------------- |
|                       | Centern i Finland                 | 881            | 38,0           | +202           | +7,4           | 9                | +2               |
|                       | Vänsterförbundet                  | 751            | 32,4           | +37            | +0,2           | 7                | 0                |
|                       | Meän Kolari -yhteislista          | 397            | 17,1           | Ny             | Ny             | 4                | Ny               |
|                       | Finlands Socialdemokratiska Parti | 195            | 8,4            | +31            | +1,0           | 1                | 0                |
|                       | Samlingspartiet                   | 49             | 2,1            | -224           | -10,2          | 0                | -3               |
|                       | Gröna förbundet                   | 30             | 1,3            | -31            | -1,5           | 0                | 0                |
|                       | Sannfinländarna                   | 16             | 0,7            | -312           | -14,1          | 0                | -3               |
| Giltiga röster totalt | Giltiga röster totalt             | 2 319          | 100,0          | +100           | —              | 21               | 0                |
| Ogiltiga röster       | Ogiltiga röster                   | 22             | 0,9            | —              | —              |                  |                  |
| Valdeltagande         | Valdeltagande                     | 2 341          | 72,8           | —              | +3,5           |                  |                  |
| Röstberättigade       | Röstberättigade                   | 3 217          | —              | -16            | —              |                  |                  |

Källa:

## Kommunikationer
Kolari centralort har järnvägsförbindelse söderut genom Kolaribanan, som fortsätter som industrispår också en bit norrut. Det har talats om att förlänga banan till Ylläs, till gruvor på svenska sidan gränsen och − med svensk spårvidd − till Svappavaara med fortsatt förbindelse till Narvik.[källa behövs]

## Demografi

### Befolkningsutveckling
| Befolkningsutvecklingen i Kolari kommun 1975–2020                                                            | Befolkningsutvecklingen i Kolari kommun 1975–2020 | Befolkningsutvecklingen i Kolari kommun 1975–2020 | Befolkningsutvecklingen i Kolari kommun 1975–2020 | Befolkningsutvecklingen i Kolari kommun 1975–2020 |
| --- | ------------------------------------------------- | ------------------------------------------------- | ------------------------------------------------- | ------------------------------------------------- |
| |                                                   |                                                   |                                                   |                                                   |
| År |                                                   |                                                   | Folkmängd                                         |                                                   |
| 1975 | 1975                                              |                                                   | 5 056                                             |                                                   |
| 1980 | 1980                                              |                                                   | 4 905                                             |                                                   |
| 1985 | 1985                                              |                                                   | 5 043                                             |                                                   |
| 1990 | 1990                                              |                                                   | 4 721                                             |                                                   |
| 1995 | 1995                                              |                                                   | 4 486                                             |                                                   |
| 2000 | 2000                                              |                                                   | 3 981                                             |                                                   |
| 2005 | 2005                                              |                                                   | 3 828                                             |                                                   |
| 2010 | 2010                                              |                                                   | 3 839                                             |                                                   |
| 2015 | 2015                                              |                                                   | 3 848                                             |                                                   |
| 2020 | 2020                                              |                                                   | 3 925                                             |                                                   |
| Anm: Uppgifterna avser förhållandena den 31 december nämnda år enligt områdesindelningen den 1 januari 2022. |                                                   |                                                   |                                                   |                                                   |

### Språk
Befolkningen efter språk (modersmål) den 31 december 2022. Finska, svenska och samiska räknas som inhemska språk då de har officiell status i landet. Resten av språken räknas som främmande. För språk med färre än 10 talare är siffran dold av Statistikcentralen på grund av sekretesskäl.
| Språk                        | Talare 2022-12-31 | Talare 2022-12-31 |
| Språk                        | Antal             | Andel (%)         |
| ---------------------------- | ----------------- | ----------------- |
| Hela befolkningen            | 3 999             | 100,0             |
| Inhemska språk totalt        | 3 920             | 98,0              |
| Finska                       | 3 888             | 97,2              |
| Svenska                      | 29                | 0,7               |
| Samiska                      | 3                 | 0,1               |
| Främmande språk totalt       | 79                | 2,0               |
| Estniska                     | 18                | 0,5               |
| Ryska                        | 10                | 0,3               |
| Språk med färre än 10 talare | 51                | 1,3               |

|  | Finska (97,2 %) |

|  | Svenska (0,7 %) |

|  | Samiska (0,1 %) |

|  | Främmande språk (2 %) |

|  | Finska (97,2 %) |

|  | Svenska (0,7 %) |

|  | Samiska (0,1 %) |

|  | Främmande språk (2 %) |

### Fotnoter
1. 1 2  ”Finlands areal kommunvis 1.1.2016”. Lantmäteriverket. 1 januari 2016. http://www.maanmittauslaitos.fi/sites/default/files/alat16_su_nimet_0.xlsx. Läst 2 april 2016.
2. 1 2 3 4  ”Befolkning efter ålder (1-års) och kön områdesvis, 1972-2021”. Statistikcentralen. 31 mars 2022. https://pxdata.stat.fi/PxWeb/pxweb/sv/StatFin/StatFin__vaerak/statfin_vaerak_pxt_11re.px. Läst 22 mars 2023.
3. 1 2  ”11ra -- Nyckeltal för befolkningen efter område, 1990-2022”. Statistikcentralen. https://statfin.stat.fi/PxWeb/pxweb/sv/StatFin/StatFin__vaerak/statfin_vaerak_pxt_11ra.px/. Läst 27 april 2023.
4. ↑  Christer Rosenbahr (2013). ”En skogsfinsk släkts öde i Tornedalen under 1600-talet”. Släktforskarnas årsbok:  sid. 293-324.
5. ↑  Hederyd & Alamäki 1993, s. 390
6. ↑  ”13vt -- Befolkning i tätorts- och glesbygdsområden kommunvis efter ålder och kön, 2021”. Statistikcentralen. Arkiverad från originalet den 9 april 2023. https://web.archive.org/web/20230409083509/https://pxdata.stat.fi/PxWeb/pxweb/sv/StatFin/StatFin__vaerak/statfin_vaerak_pxt_13vt.px/. Läst 8 april 2023.
7. ↑  ”Kolari - Partiernas och gemensamma listornas röstetal”. Kommunalvalet 2017. Justitieministeriet - Vaalit.fi. http://tulospalvelu.vaalit.fi/KV-2017/se/kutulos_273.html. Läst 23 februari 2018.
8. ↑  ”Kolari - Resultatet enligt parti”. Kommunalvalet 28.10.2012. Justitieministeriet - Vaalit.fi. http://tulospalvelu.vaalit.fi/K2012/r/tulos/kutulos_kolari.html. Läst 23 februari 2018.
9. ↑  ”11re -- Befolkning efter ålder (1-års) och kön områdesvis, 1972-2021”. Statistikcentralens PX-Web databaser. Statistikcentralen. https://pxdata.stat.fi/PxWeb/pxweb/sv/StatFin/StatFin__vaerak/statfin_vaerak_pxt_11re.px/. Läst 23 mars 2023.
10. ↑  ”11rm -- Språk efter kön kommunvis, 1990-2022”. Statistikcentralen. https://statfin.stat.fi/PxWeb/pxweb/sv/StatFin/StatFin__vaerak/statfin_vaerak_pxt_11rm.px/. Läst 27 april 2023.